# Lisa Harrow

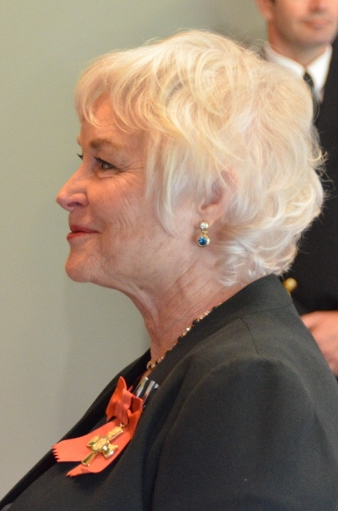
Lisa Harrow, 2015

Lisa Harrow, ONZM (* 25. August 1943 in Auckland) ist eine neuseeländische Schauspielerin, die durch ihre Rollen in britischen Film- und Fernsehproduktionen bekannt geworden ist.

## Leben
Nachdem Harrow ihre Schauspielausbildung an der Royal Academy of Dramatic Art absolviert hatte, wurde sie 1982 in der Rolle der Nancy Astor in der gleichnamigen Miniserie bekannt, der ersten Frau, die ins britische Parlament gewählt wurde. Harrow spielte auch die Journalistin Kate Reynolds in Barbara’s Baby – Omen III. Sie gewann den Australian Film Institute Award für „Best Actress in a Leading Role“ für ihre Rolle im Film Letzte Tage im Chez Nous.
Harrow hatte eine langjährige Beziehung mit dem Schauspieler Sam Neill, mit dem sie einen Sohn hat. Bis zu seinem Tod im Juni 2023 war sie mit dem Walforscher Roger Payne verheiratet.

## Filmografie (Auswahl)
- 1975: Der Doktor und das liebe Vieh (All Creatures Great and Small, Fernsehfilm)
- 1976: Die Mädchen aus dem Weltraum (Star Maidens)
- 1978: Die Profis (The Professionals, Fernsehserie, Folge 2x02 „Schwarze Tage für Doyle“)
- 1981: Barbara’s Baby – Omen III (Omen III: The Final Conflict)
- 1982: Nancy Astor (Miniserie, 9 Folgen)
- 1984: Shaker Run
- 1988–1989: Nonni und Manni (Fernsehserie, 6 Folgen)
- 1990: Agatha Christie’s Poirot (Fernsehserie, 1 Folge)
- 1990: Inspektor Morse, Mordkommission Oxford (Inspector Morse, Fernsehserie, 1 Folge)
- 1991: Die Strauß-Dynastie (The Strauss Dynasty)
- 1992: Letzte Tage im Chez Nous (The Last Days of Chez Nous)
- 2021: Brokenwood – Mord in Neuseeland (The Brokenwood Mysteries, Fernsehserie, 1 Folge)